# Aeropedellus
Aeropedellus is een geslacht van rechtvleugeligen uit de familie veldsprinkhanen (Acrididae). De wetenschappelijke naam van dit geslacht is voor het eerst geldig gepubliceerd in 1935 door Hebard.

## Soorten
Het geslacht Aeropedellus omvat de volgende soorten:
- Aeropedellus albilineatus Zheng, Li & Ding, 1995
- Aeropedellus ampliseptus Liang & Jia, 1992
- Aeropedellus arcticus Hebard, 1935
- Aeropedellus baliolus Mishchenko, 1951
- Aeropedellus clavatus Thomas, 1873
- Aeropedellus gaolanshanensis Zheng, 1986
- Aeropedellus helanshanensis Zheng, 1992
- Aeropedellus liupanshanensis Zheng, 1981
- Aeropedellus longdensis Zheng & He, 1994
- Aeropedellus longipennis Zheng, 1992
- Aeropedellus mahuangshanensis Zheng, 1992
- Aeropedellus nigrepiproctus Kang & Chen, 1990
- Aeropedellus nigrilineatus Zheng & Ma, 1995
- Aeropedellus ningxiaensis Zheng, 1993
- Aeropedellus prominemarginis Zheng, 1981
- Aeropedellus reuteri Miram, 1907
- Aeropedellus turcicus Karabag, 1959
- Aeropedellus variegatus Fischer von Waldheim, 1846
- Aeropedellus volgensis Predtechenskii, 1928
- Aeropedellus xilinensis Liu & Xi, 1986
- Aeropedellus zhengi Yang, 1994